# Yūta Kumamoto
Yūta Kumamoto (japanisch 熊本 雄太 Kumamoto Yūta; * 18. Juli 1995 in Tagawa in der Präfektur Fukuoka) ist ein japanischer Fußballspieler.

## Karriere
Kumamoto erlernte das Fußballspielen in der Jugendmannschaft vom Kawasaki FC, der Schulmannschaft der Higashi Fukuoka High School sowie der Universitätsmannschaft der Waseda-Universität. Seinen ersten Vertrag unterschrieb er 2018 bei Montedio Yamagata. Der Verein aus der Präfektur Yamagata spielte in der zweithöchsten Liga des Landes, der J2 League. Für Yamagata absolvierte er 133 Zweitligaspiele. Im Januar 2022 wechselte er nach Fukuoka zum Erstligisten Avispa Fukuoka. Nach nur einer Saison und fünf Erstligaspielen wechselte er im Januar 2023 zum Zweitligisten Montedio Yamagata.